# Stephen Brusatte
Stephen L. Brusatte (* 24. dubna 1984 Ottawa, Illinois) je americký paleontolog, působící v současnosti především ve Skotsku (na Univerzitě v Edinburghu). Publikoval zatím tři knihy a mnoho odborných i populárně naučných článků především s tematikou neptačích dinosaurů. Spolupracoval také například s paleontologem Paulem Serenem, se kterým se v Chicagu specializoval na výzkum fylogeneze alosauroidů.

## Publikační činnost
Kromě odborných prací vydal Brusatte v roce 2018 knihu The Rise and Fall of the Dinosaurs, pojednávající o evolučním úspěchu a vyhynutí dinosaurů ve světle nových paleontologických objevů.
V této knize mj. tvrdí, že tyranosauři mohli být inteligentní jako šimpanzi. Ačkoliv se jednalo spíše o nadsázku, některé výzkumy dávají Brusattemu zčásti za pravdu. O inteligenci obřích teropodů sice mnoho informací nemáme, podle výzkumu publikovanému roku 2022 však mohlo jít skutečně o relativně velmi inteligentní tvory, jejichž počet nervových buněk (neuronů) v koncovém mozku mohl překonávat počet telencefalických neuronů například u současných primátů makaků.